# لاک‌لند (اوهایو)
لاک‌لند (به انگلیسی: Lockland) یک روستا در ایالات متحده آمریکا است که در شهرستان همیلتون، اوهایو واقع شده‌است. لاک‌لند ۳٫۱۹ کیلومتر مربع مساحت و ۳٬۴۴۹ نفر جمعیت دارد و ۱۷۷ متر بالاتر از سطح دریا واقع شده‌است.